# Petit-Mécatina
Petit-Mécatina est un territoire non organisé situé dans la municipalité régionale de comté du Golfe-du-Saint-Laurent, dans la région administrative de la Côte-Nord, au Québec.

## Toponymie
Le territoire porte le nom de la rivière Petit Mécatina qui coupe le territoire du nord au sud et se jette dans le golfe du Saint-Laurent juste à l'ouest de l'île Petit Mécatina.
Mécatina vient du mot innu makatinau qui signifie « grande montagne ».

## Histoire
Le 7 juillet 2010, le territoire changea de MRC passant de celui de la Minganie à celle du Golfe-du-Saint-Laurent.

## Géographie
La rivière du Petit Mécatina, d'une longueur de 545 kilomètres, se forme à l'est du lac Aticonac juste au sud de la frontière entre les bassins versants de l'Atlantique et du Saint-Laurent.
Dans le cadre du différend frontalier du Labrador, les frontières officielles de Petit-Mécatina telles que revendiquées par le Québec incluent une partie du territoire du Labrador.

## Démographie
| 2001 | 2006 | 2011 | 2016 | 2021 |
| ---- | ---- | ---- | ---- | ---- |
| 0    | 0    | 0    | 0    | 0    |